# Bénédicte des Mazery
Bénédicte des Mazery (Les Sables-d'Olonne, Vendée, França, 1962) és una escriptora francesa coneguda per escriure la novel·la La Vie tranchée sobre la censura epistolar durant la Primera Guerra Mundial.

## Obres
- Pour solde de tout compte, 1999, éditions Bérénice, ISBN 2-911232-17-8
- Les morts ne parlent pas, 2005, éditions Anne Carrière, ISBN 2-84337-302-6
- L'Opus Dei, enquête sur une église au cœur de l'Église, amb Patrice des Mazery, 2005, article, éditions Flammarion, ISBN 2-08-068625-9
- La Vie tranchée, 2008, éditions Anne Carrière, ISBN 2-84337-507-X
- L'ombre d'un homme, 2012, édition Anne Carrière, ISBN 2-84337-661-0